# Hoces del Jalón
Las Hoces del Jalón es un espacio natural, incluido en la Red Natura 2000, como Zona de Especial Protección para Aves (ZEPA) y Lugar de Importancia Comunitaria (LIC). 

## Descripción
- Código Natura 2000:

LIC - ES2430100
ZEPA - ES0000299
- Clima - Mediterráneo continentalizado. (Supramediterráneo).
- Extensión - 5.199,36 ha.
- Altitud

Mínima - 520 metros.
Media - 826 m.
Máxima - 1.132 m.
- Localización: W/E (Greenwich).

Longitud - W 1º 36' 22
Latitud - N 41° 24' 53

## Características
Espacio de gran variabilidad paisajística como consecuencia de la presencia de las sierras paleozoicas de la Cocha (1008m) y el cerro de los Pedrosos (1079m), y un sector del tramo medio del río Jalón que secciona el espacio en dos partes labrando un profundo cañón fluvial con meandros encajados. El río en este sector atraviesa, claramente inadaptado a las estructuras dominantes, las alineaciones montañosas con orientación de fluencia SE-NW. La excavación cuaternaria en el Valle del Jalón ha labrado profundas y sinuosas gargantas en los materiales resistentes del paleozoico. Es un río de régimen hídrico pluvial y puramente mediterráneo, con máximos de caudal equinociales y un marcado mínimo estival. En este sector recibe los aportes de numerosos barrancos laterales, destacando la rambla de Ribota que discurre por materiales terciarios de naturaleza conglomerática y areniscosa aportando gran cantidad de aluvión, o el barranco de San Blas. 

### Flora
En el fondo del valle aparecen depósitos aluviales poco desarrollados en este sector aprovechados para el asentamiento en franjas laterales de bosques galería en los que predomina chopo blanco (Populus alba), chopo negro (Populus nigra) y sauce blanco (Salix alba). Los terrenos de cultivo llegan en ocasiones hasta cerca del cauce, impidiendo la progresión de la vegetación ribereña. En las sierras laterales predomina un mosaico de matorral y herbazales en diferentes grados de madurez y cubrimiento. Junto a sectores con predominio de tomillar mixto (Thymus) y lastón (Brachypodium retusum), encontramos zonas con Cervo-timo-aliagar. En otras zonas se desarrollan importantes encinares acidofilos de (Quercus rotundifolia). El pastoreo es la actividad más destacada siendo importante en todo el sector y condicionando la progresión del matorral. En algunos sectores la presencia abundante de retama amarilla (Retama sphaerocarpa) y retama negra (Cytisus scoparius) atestiguan este hecho.

## Vulnerabilidad
El sobrepastoreo es el principal impacto sobre la vegetación, impidiendo la progresión dinámica de las formaciones arbustivas.

## Calidad
Espacio complejo y variado que incluye hábitats fluviales de gran relevancia. El río conforma una estrecha hoz con paredes laterales en las que encontramos una interesante fauna y flora rupícola. En las sierras circundantes existe un variado mosaico de formaciones arbustivas junto con retazos de encinar. En este espacio está proyectado el embalse de Ribota.